# Ghislaine Dupont
Ghislaine Dupont (París, 13 de enero de 1956 – Kidal (Mali), 2 de noviembre de 2013) fue una periodista francesa especializada en asuntos africanos.

## Biografía
Ghislaine Dupont vivió la infancia algunos años en África. Después de su etapa escolar, se inscribió en la École supérieure de journalisme de París. 
Inició la carrera profesional en Ouest-France y Témoignage chrétien. Después, trabajó en diversas radios libres, incluida Gilda La Radiopolitaine, de París. Se incorporó a Radio France Belfort y, en 1986, a Radio France Internationale (RFI), antes de ir a Tánger para Médi 1. Después de su retorno definitivo en la RFI en 1990, Dupont trabajó tan solo sobre temas africanos: sobre la Unión Nacional para la Independencia Total de Angola, en los territorios de Sierra Leona librados por el Frente Revolucionario Unido, en Yibuti, el conflicto entre Etiopía y Eritrea, Ruanda, Sudán, Argelia y Costa de Marfil, donde pone de manifiesto la existencia de fosas comunes en Abiyán.
Trabajó en la República Democrática del Congo (RDC) entre 1997 y 2007. En 2002 participó en la creación de Radio Okapi, de la República Democrática del Congo. Conocida como «The Frequency of Peace», se creó, por iniciativa de la Fundación Hirondelle, una ONG suiza que promueve medios de comunicación en situaciones de crisis, con el apoyo de la misión de las Naciones Unidas en la República Democrática del Congo. Dupont formó a jóvenes periodistas y consiguió situar Radio Okapi en la vanguardia de los medios de comunicación del país. En 2006 fue expulsada por el gobierno de Joseph Kabila entre la primera y segunda vuelta de les elecciones generales.
En julio de 2013 se convirtió en asesora editorial de la RFI. Dupont fue asesinada el 2 de noviembre de 2013 en una zona cercana a Kidal, al noreste de Mali, después de ser secuestrada por unos desconocidos armados. También fue asesinado el técnico Claude Verlon, con quien acababa de entrevistar a Ambéry Ag Rissa, dirigente del Movimiento Nacional de Liberación del Azawad. El presidente de la República Francesa, François Hollande, emitió un comunicado de condena por este «acto odioso».
En 2015, las Naciones Unidas establecieron el 2 de noviembre, el Día Internacional para Poner Fin a la Impunidad de los Crímenes contra Periodistas en reconocimiento de los dos periodistas muertos ese día.